# Pieni Merkjärvi
Pieni Merkjärvi och Suuri Merkjärvi är sjöar i Finland. De ligger i kommunen Fredrikshamn i landskapet Kymmenedalen, i den södra delen av landet, 130 km öster om huvudstaden Helsingfors. Pieni Merkjärvi ligger 51 meter över havet. I omgivningarna runt Pieni Merkjärvi växer i huvudsak barrskog. Arean är 8 hektar och strandlinjen är 1,5 kilometer lång. Sjön  ingår i Vehkajokis huvudavrinningsområde. 